# Io vivat
 (mars 2017).

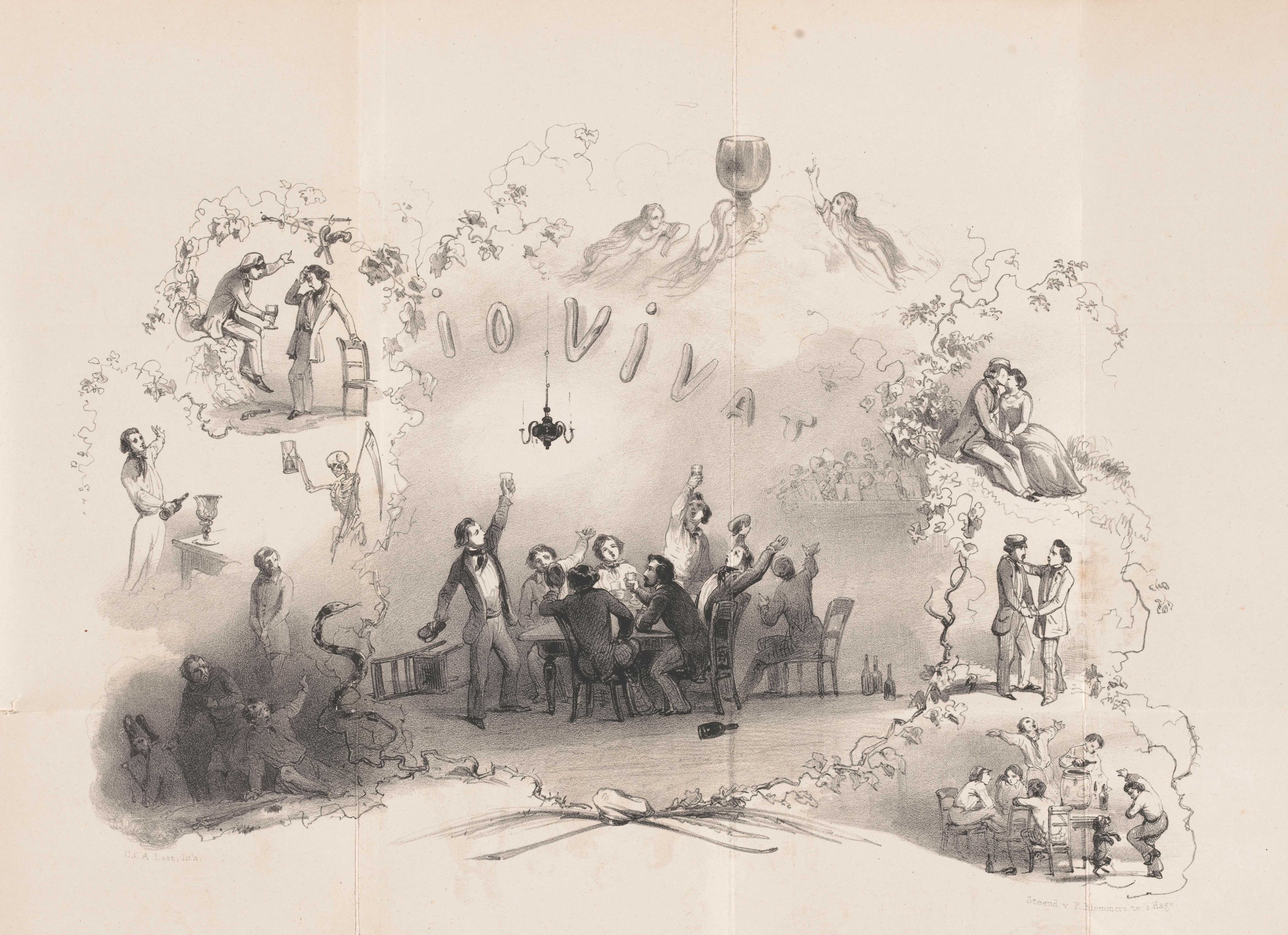
Io vivat (Almanach Leyde, 1849)

Io vivat fait partie du répertoire néerlandais et belge de chansons estudiantines. L'Io vivat, partie intégrante de tout almanach ou recueil de chansons estudiantines, particulièrement au XIXe siècle, trouve son origine dans la ville universitaire de Leyde à l’époque de la République batave.  Son style suit la tradition des chansons goliardesques, comme cet autre chant estudiantin célèbre le Gaudeamus igitur.
Aux universités de  Leyde et d’Utrecht et à l’Université technique d'Eindhoven, ainsi qu’a l’université Erasme de Rotterdam et - depuis 2006 - aussi à l’université de Groningue, l’Io vivat, chanté lors de l'ouverture de l'année académique, est également joué durant la cérémonie de graduation de l'université de Wageningen.  Il existe un grand nombre de chansons pour lesquelles les paroles de l’Io vivat ont été substituées à d’autres, pour toujours être chantées sur la même mélodie. 
Dans les sociétés et associations estudiantines belges, les première et troisième strophes sont chantées au début d’un cantus ou d'une soirée en société.  À Anvers, on chante les première, deuxième et dernière strophes. A l'UCL, dans bon nombre de cercles étudiants, le chant est chanté en entier au début du deuxième tempus durant les coronae.  
Io vivat nostrorum sanitas est également le nom d’une association estudiantine à Leeuwarden, alors que I/O Vivat est celui du magazine scientifique populaire d'une société d'étude, l’I.C.T.S.V. Inter-Actief.
Io vivat est aussi le nom d'un ordre secret, calottin. 
Io vivat ou les Étudiants de l'Université est un livre écrit et publié à compte d'auteur, à Bruxelles, par Jacques Koot en 1983.  Cette œuvre évoque les pratiques étudiantes à travers les âges.  L'ouvrage est épuisé.

## Paroles

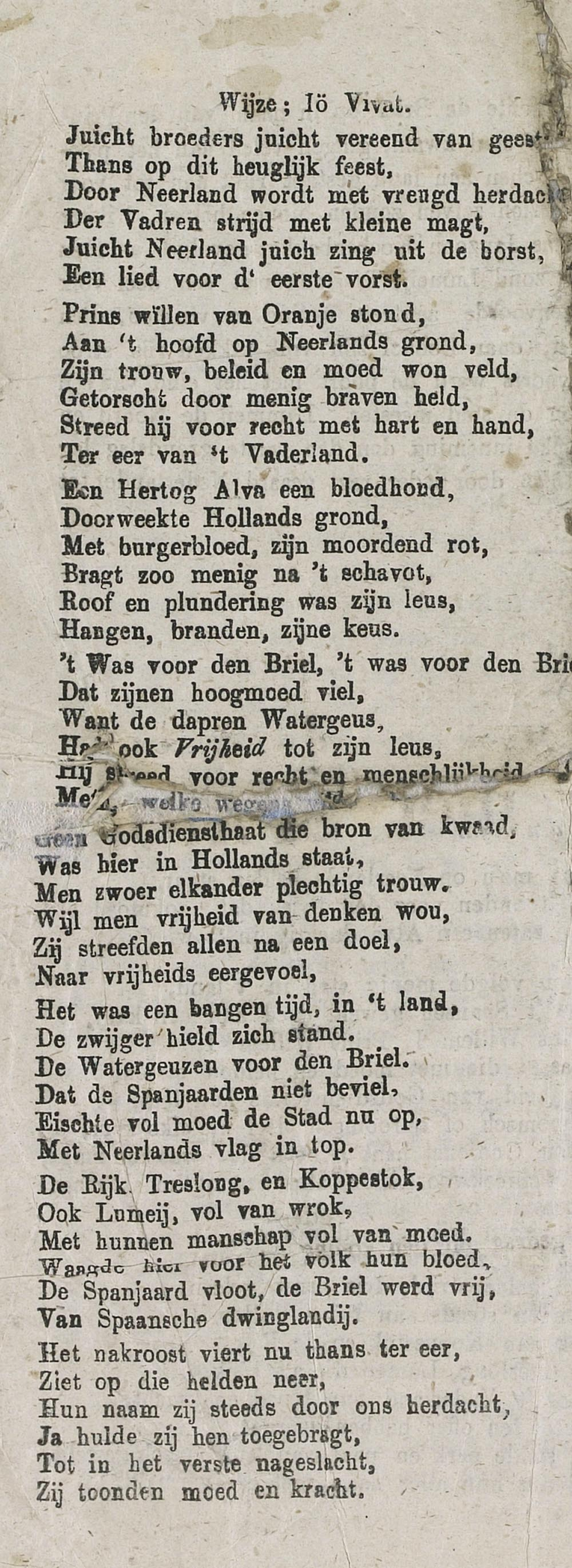
Chanson néerlandaise Juicht broeders vereend van geest / Thans op dit heuglijk feest, à chanter sur la mélodie du Iö Vivat

Io vivat! Io vivat
nostrorum sanitas!
Hoc est amoris poculum,
doloris est antidotum.
Io vivat! Io vivat
nostrorum sanitas!
Io vivat! Io vivat
nostrorum sanitas!
Dum nihil est in poculo,
iam repleatur denuo.
Io vivat! Io vivat
nostrorum sanitas!
Io vivat! Io vivat
nostrorum sanitas!
Nos iungit amicitia
et vinum praebet gaudia.
Io vivat! Io vivat
nostrorum sanitas!
Io vivat! Io vivat
nostrorum sanitas!
Est vita nostra brevior
et mors amara longior.
Io vivat! Io vivat
nostrorum sanitas!
Io vivat! Io vivat
nostrorum sanitas!
Osores nostri pereant,
amici semper floreant!
Io vivat! Io vivat
nostrorum sanitas!
Io vivat! Io vivat
nostrorum sanitas!
Iam tota Academia
nobiscum amet gaudia.
Io vivat! Io vivat
nostrorum sanitas!